# Port lotniczy Augsburg
Flugplatz Augsburg (IATA: AGB, ICAO: EDMA) – lotnisko położone 7 km na północny wschód od Augsburga, w kraju związkowym Bawaria, w Niemczech.